# Resolució 465 del Consell de Seguretat de les Nacions Unides
La Resolució 465 del Consell de Seguretat de les Nacions Unides, aprovada per unanimitat l'1 de març de 1980, va tractar sobre els assentaments israelians i l'administració "als territoris àrabs ocupats des de 1967, incloent Jerusalem", referint-se als territoris palestins del Cisjordània inclòs Jerusalem Est i la Franja de Gaza, així com els Alts del Golan sirians.

## Contingut
Després de notar un informe de la Comissió del Consell de Seguretat establerta a la Resolució 446 (1979), el Consell va acceptar i elogiar el seu treball mentre criticava Israel per no cooperar amb ell. Va expressar la seva preocupació per la política d'assentament israeliana als territoris àrabs i va recordar les resolucions 237 (1967), 252 (1968), 267 (1969), 271 (1969) i 298 (1971). Demana més a l'Estat i a la població d'Israel que desmunti aquests assentaments.
La resolució va continuar condemnant Israel per prohibir el viatge de l'alcalde d'Hebron, Fahd Qawasma, al Consell de Seguretat, demanant que li permetés viatjar a la seu de les Nacions Unides. Finalment, demana a la Comissió que segueixi investigant la situació dels territoris ocupats pel que fa als recursos naturals empobrits, tot seguint la implementació de l'aplicació de la resolució actual, demanant-li que informi al Consell abans de l'1 de setembre de 1980.
La resolució demana a tots els estats que "no proporcionin a Israel cap assistència que s'utilitzi específicament en relació amb els assentaments en els territoris ocupats".

## Suport dels Estats Units
L'ambaixador dels EUA a l'ONU Donald McHenry va declarar al Consell de Seguretat immediatament després de la votació que els Estats Units van considerar la resolució com a recomanadora i no vinculant. El 3 de març de 1980 el president Jimmy Carter va aclarir la posició dels Estats Units en afirmar que el desmantellament dels assentaments israelians no és "ni adequat ni pràctic" i que "Jerusalem ha de ser indivisible" amb el seu estatus determinat en les negociacions de pau. Va dir a més que els EUA van aprovar la votació amb l'enteniment que totes les referències a Jerusalem havien de ser eliminades. En un comunicat al Comitè de Relacions Exteriors del Senat dels Estats Units, el 20 de març de 1980, el secretari d'Estat Cyrus Vance va acceptar "la plena responsabilitat del malentès".